# Polizeireitschule Rathenow

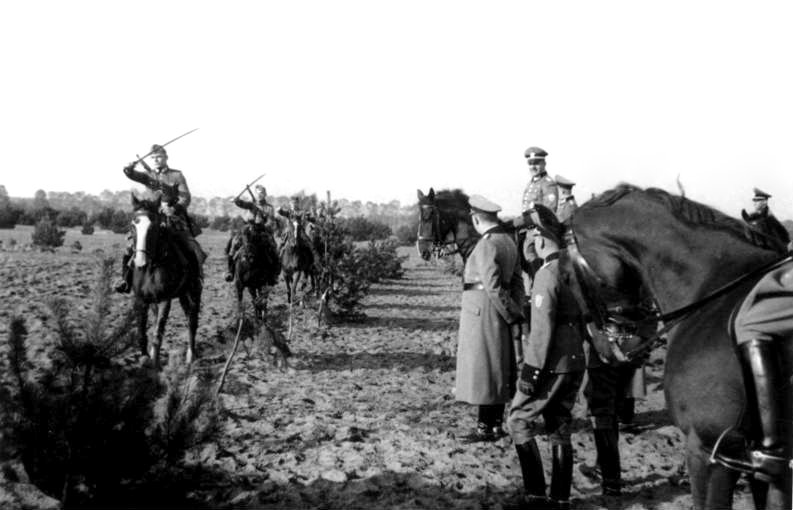
Polizeireiterzug zieht mit gezogenem Säbel an Kurt Daluege (im Mantel) vorbei, 15. Oktober 1940

Die Polizeireitschule Rathenow war eine Schulungseinrichtung der deutschen Polizei, die von 1937 bis 1945 in Rathenow bestand.

## Geschichte
Die Polizeireitschule nahm im Sommer 1937 in der ehemaligen Kaserne der Zietenhusaren mit zu Beginn 45 Wachtmeistern, 154 Pferden, einem Veterinäroffizier und drei Polizeireitoffizieren ihren Dienst auf und bildete berittene Polizisten aus dem gesamten Deutschen Reich aus. Ab dem Sommer 1939 wurde sie offiziell als Polizeischule für das Reit- und Fahrwesen bezeichnet und unterstand als Teil der Ordnungspolizei direkt dem im Reichsministerium des Inneren angesiedelten obersten Befehlshaber der deutschen Polizei, Heinrich Himmler. Die Aufgabe bestand zum einen in der Ausbildung von Pferden für den Einsatz als Polizeipferd und zum anderen in der Ausbildung von Polizeioffizieren und Mannschaften für den Dienst in berittenen Einheiten. Die Pferde wurden nach Heeresdienstvorschriften für Reitpferde ausgebildet, was unter anderem die Gewöhnung an laute Geräusche wie Schüsse und Musik beinhaltete.
Am 26. August 1939 erhielten etwa 85 % der dort beschäftigten Beamten einen Gestellungsbefehl zur Wehrmacht. Während des Zweiten Weltkrieges war der Ausbildungsbetrieb stark reduziert. Bei einem Luftangriff auf Rathenow am 18. April 1944 wurde lediglich eine der drei Reithallen getroffen, die seinerzeit in den Ställen untergebrachten knapp 800 Pferde blieben unverletzt. Gegen Kriegsende sammelten sich in der Schule beim Rückzug versprengte Reitoffiziere und Mannschaften. Da ihre Bewaffnung und Ausrüstung keinen geordneten Widerstand gegen das Vorrücken amerikanischer und sowjetischer Truppen versprach, stimmte der für die Verteidigung von Rathenow zuständige Offizier der Räumung der Reitschule zu. Die Auflösung erfolgte zum Kriegsende Ende April 1945 mit dem Abzug des noch vorhandenen Personals und Materials in einem Treck Richtung Westen.